# Sobre de Manila
Un sobre de Manila o carpeta Manila és un sobre o carpeta de fitxers dissenyada per contenir documents. Generalment, es forma plegant un full gran de cartolina rígida per la meitat. De vegades s'utilitzen diversos colors per diferenciar categories de fitxers.

## Història
La carpeta Manila és una carpeta dissenyada per transportar documents. Està fet de paper Manila gruixut i durador i té una mida perquè els fulls complets de paper d'impressora puguin cabre dins sense plegar. Igual que amb el sobre de Manila, és tradicionalment de color d'ant.
Sovint, el sobre té un mecanisme a la solapa de tancament que permet obrir-lo sense danyar el sobre per a què es pugui reutilitzar. I hi ha dos mètodes principals per aconseguir-ho. El primer incorpora un fermall metàl·lic amb dues pues, que passen per un trau reforçat a la solapa i després es dobleguen per subjectar-los, mentre que l'altre té un botó de cartó ben subjectat a la solapa i un tros de corda subjecta al cos del sobre (o la disposició inversa) s'enrotlla al seu voltant per formar un tancament. En un sentit més general, els sobres fets de paper marró sense blanquejar, utilitzats per ser barats, es descriuen com a sobres de Manila.
El component de Manila del nom prové del cànem de Manila, conegut localment com a abacà, el material principal per a les carpetes de Manila, juntament amb el sobre de Manila i el paper de Manila.